# International Journal of Sports Physiology and Performance
Das International Journal of Sports Physiology and Performance, abgekürzt Int. J. Sport Physiol. Perform., ist eine wissenschaftliche Fachzeitschrift, die vom Human Kinetics Publishing-Verlag veröffentlicht wird. Die Zeitschrift erscheint mit vier Ausgaben im Jahr und veröffentlicht Arbeiten, die sich mit der Sportphysiologie beschäftigen.
Der Impact Factor lag im Jahr 2014 bei 2,662. Nach der Statistik des ISI Web of Knowledge wird das Journal mit diesem Impact Factor in der Kategorie Physiologie an 34. Stelle von 83 Zeitschriften und in der Kategorie Sportwissenschaften an 13. Stelle von 81 Zeitschriften geführt.